# Uladislao Augier
Uladislao Augier (n. Andalgalá, Catamarca, 4 de julio de 1826 - m. íd., 5 de enero de 1908). Político argentino, Diputado Nacional por la provincia de Catamarca.

## Orígenes
Bautizado en la Iglesia Matriz de Catamarca, su nombre completo fue Uladislao Augier Correa de Soria y Medrano. Su padre fue Francisco Rafael Augier y Rojano, un noble vasco-francés que emigró a la Argentina; y su madre, María Ignacia Correa de Soria y Medrano, mujer de antiguo abolengo, descendiente de las familias más tradicionales argentinas y sudamericanas.
Uladislao y sus hermanos, Marcelino Augier y Juan Agustín Augier, han sido los fundadores de la familia patricia de ese apellido en Catamarca, difundido también en Santiago del Estero, Salta y Tucumán.

## Biografía
Fue un acaudalado hacendado catamarqueño, dueño de extensos terrenos, sobre todo en los departamentos catamarqueños de Andalgalá, Belén y Santa María; entre ellos la finca El Carrizal (esta última fijada entre las provincias de Catamarca y Córdoba). Su patrimonio se debía principalmente a la explotación minera (sobre todo en la zona de Capillitas, localidad cercana a Andalgalá), dueño de la "Mina Grande", la "Mina Santa Clara" y la "Mina Argentina", como a su vez partícipe de empredimientos de diferentes sociedades mineras (junto a su hermano Marcelino y a Samuel Lafone Quevedo); su compromiso por la provincia consiguió darle oficio y trabajo a gran cantidad de personas, como a su vez proveer de adelantos de infraestructura y el desarrollo de la explotación en Catamarca (en ese entonces, en las minas catamarqueñas de Andalgalá se realizaba explotación de piedras y sales, cobre negro y cobre gris, pepas de oro en menor cantidad y demás minerales poco abundantes, como el caso de la considerada "Piedra Nacional": la Rodocrocita).
En la época rosista, decide separarse del partido Federal junto a su hermano Marcelino, en oposición a don Juan Manuel de Rosas, gobernador de Buenos Aires. Ya afiliado al partido Unitario, debió exiliarse de Catamarca luego del triunfo de los federales en el combate de Amadores, junto a sus hermanos Marcelino y Juan Agustín, y a otros tantos unitarios. Su hermano Marcelino era entonces el gobernador de la Provincia y el encargado de comandar su defensa en dicho encuentro (pese a encontrarse en inferioridad militar y sin el auxilio del general Gregorio Aráoz de Lamadrid, quien también fuera educado en Andalgalá, en un viñedo de sus tíos Juan José de La Madrid y Catalina Aráoz). Marcelino había tomado el control de la provincia luego de que su amigo, el gobernador José Cubas, fuera fusilado junto con otros unitarios por orden del coronel Mariano Maza (también responsable de la muerte de Marco Avellaneda). Catamarca fue la última de las provincias de la Coalición del Norte en caer bajo el régimen rosista.
Luego del exilio repartido entre Tucumán y Uruguay, Uladislao se radicó en Andalgalá definitivamente, su hermano mayor Marcelino volvería a instalarse en Catamarca y Juan Agustín se radicó en Salta para luego trasladarse definitivamente a Santa María, Catamarca.
Tras su regreso a Catamarca, fue el comandante del Departamento Andalgalá y el primer diputado nacional por la provincia de Catamarca, desde 1886 a 1890.

## Cónyuges y Descendencia
Contrajo matrimonio por primera vez con Florinda Cisneros, teniendo tres hijas con ella: Ignacia Augier, Luisa Augier y Elmira Augier Cisneros. Ignacia se casaría con el acaudalado alemán Augusto Liedelich, con quien tuvo dos hijos; y a su muerte, su hermana Luisa contrajo matrimonio con el viudo.
A la muerte de esta, fue su mujer Sergia Contreras, con quien tuvo dos hijas (que ingresaron a un convento cordobés tiempo después): Amelia Catalina y Rosa Inés Augier Contreras. Amelia se convirtió en sor en el convento porteño de la Parroquia del Buen Pastor, mientras que Rosa Inés se casó con el concertista cosentino Camillo Bernardino Rossano, radicado entonces en la iglesia de San Ignacio de Loyola, del centro de Buenos Aires, con quien tuvo una familia numerosa (9 hijos: una mujer y ocho varones).
Uladislao contrajo nupcias una vez más con Rafaela Castro, con quien no tuvo descendencia.
Dentro del Congreso de la Nación Argentina, en el Pasillo de los Pasos Perdidos precisamente, aún se encuentra colgado el cuadro de Uladislao Augier.